# Helena Duglioli
Elena Duglioli (ur. 1472 w Bolonii, zm. 23 września 1520 tamże) – włoska mistyczka i błogosławiona Kościoła katolickiego.

## Życiorys
Elena Duglioli urodziła się w 1472 roku w Bolonii. Od najmłodszych lat wykazywała się niezwykłą pobożnością i chciała wstąpić do zakonu. Niejako zmuszona przez rodziców poślubiła jednak znacznie starszego od siebie notariusza Benedetto Dall'Olio. Małżeństwo było zgodne i szczęśliwe — przeżyli wspólnie 30 lat. Po śmierci męża Elena spędziła resztę życia jako wdowa. Całkowicie poświęciła się działalności dobroczynnej, a także do końca życia praktykowała ascezę. Elena szczególną czcią obdarzała nabożeństwo do św. Cecylii.
Według tradycji chrześcijańskiej była obdarzona darem wizji i prorokowania. Zmarła 23 września 1520 roku i została pochowana w kościele San Giovanni in Monte w Bolonii.
Jej kult jako błogosławionej został zatwierdzony przez papieża Leona XII w 1828 roku.